# Amblyseius kalandadzei
Amblyseius kalandadzei är en spindeldjursart som beskrevs av Gomelauri 1968. Amblyseius kalandadzei ingår i släktet Amblyseius och familjen Phytoseiidae. Inga underarter finns listade i Catalogue of Life.